# Arsinoiterium
Arsinoiterium (†Arsinoitherium) – rodzaj wymarłych ssaków kopytnych.
Były to potężne zwierzęta przypominające nosorożca, żyjące w późnym eocenie i wczesnym oligocenie 36 - 27 milionów lat temu na terytorium Egiptu, Libii, Angoli, Omanu i Etiopii.

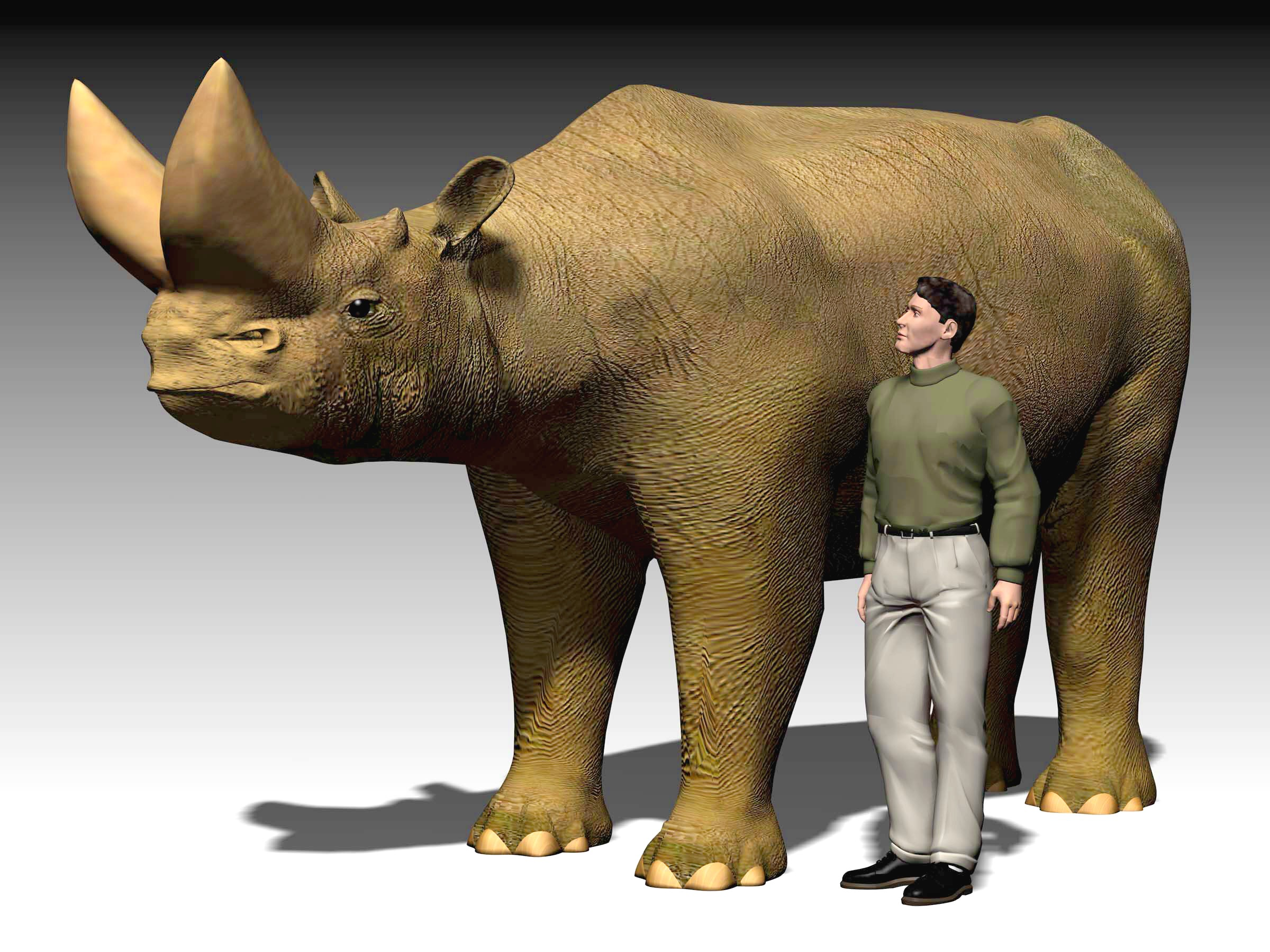
Porównanie wielkości dorosłego człowieka i Arsinoiterium pochodzącego z Etiopii

Dorosłe osobniki osiągały 3-5 metrów długości, 1,8-2,3 metra wysokości i ważyły od 2,5 do 4,5 ton, były więc nieco większe od nosorożca białego, żyjącego obecnie w Afryce. Miały dwa połączone u podstawy, potężne rogi, dochodzące do 1,5 metra długości, które zajmowały dużą część głowy. Rogi były puste w środku, a u młodych osobników prawdopodobnie pokryte skórą. Na kościach czołowych wyrastały również dwa mniejsze rogi, podobne jak u żyraf, a liczne, ciasno ułożone zęby pozwalały zwierzęciu na jedzenie twardych roślin przybrzeżnych.
Nazwa rodzajowa Arsinoitherium pochodzi od imienia królowej Arsinoe, na cześć której nazwano w epoce ptolemejskiej miasto Szedet (dzisiejsze Fajum), z okolic którego pochodzi materiał typowy Arsinoitherium zitteli.